# پردسر (صومعه‌سرا)
پردسر یک روستا در ایران است که در شهرستان صومعه‌سرا در استان گیلان واقع شده‌است.

## جمعیت
این روستا در دهستان مرکیه قرار دارد و براساس سرشماری مرکز آمار ایران در سال ۱۳۸۵، جمعیت آن ۱۲۹ نفر (۳۹ خانوار) بوده‌است.